# Eduardo Brizuela del Moral
Pour les articles homonymes, voir Brizuela.
Eduardo Brizuela del Moral (né le 20 août 1944 à San Fernando del Valle de Catamarca et mort le 25 août 2021 dans la même ville), est un homme politique argentin. Il est gouverneur de la province de Catamarca de 2003 à 2011 et député de 2013 à sa mort. 

## Biographie
Titulaire d'un diplôme de géomètre-arpenteur, obtenu en 1972 à l'Université nationale de Córdoba, il est enseignant-chercheur avant d'être nommé, sous la dictature, directeur provincial du cadastre (1981-83). En 1983, il est nommé directeur du cadastre à Catamarca, puis l'année suivante, en pleine transition démocratique, il est élu vice-président du Conseil professionnel des géomètres-arpenteurs. Il est ensuite recteur de l'Université de Córdoba (1986-1991).
En 1991, Brizuela est élu maire de San Fernando del Valle de Catamarca, ville où se concentre la moitié de la population de la province. Il est reconduit en tant que maire en 1995 et 1999, mandat qu'il conserve jusqu'en 2001, année où il est élu (en) en tant que sénateur.
Le 24 août 2003, il est élu gouverneur de la province de Catamarca, membre de l'Union civique radicale, il fait partie de la coalition régionale Frente Cívico y Social, qui dirige la province de Catamarca depuis le début des années 1990, à la suite du scandale suscité par l'assassinat de María Soledad Morales (es). Réélu le 11 mars 2007, il rejoint alors les Radicales K (es) qui ont rompu avec la direction de l'Union civique radicale pour soutenir le gouvernement kirchnériste et le Front pour la victoire, en montant la Concertación Plural. Cependant, cette alliance est rompue à la suite de la grève des agriculteurs de 2008 (es), durant laquelle les radicaux K soutiennent les grosses exploitations contre le projet de taxes à l'export du gouvernement fédéral.

### Défaite électorale de 2011
Brizuela se présente pour un troisième mandat de gouverneur lors des élections provinciales du 13 mars 2011, élections au scrutin majoritaire à un tour. Il est soutenu par le Frente Cívico y Social, face à la sénatrice kirchnériste Lucía Corpacci, épouse d'Angel Mercado, lui-même neveu de l'ex-mari d'Alicia Kirchner, Armando Mercado. Corpacci est vice-gouverneur de la province de Catamarca entre 2007 et 2009, lorsque la coalition de Brizuela s'allie avec le Front pour la victoire kirchnériste. Une troisième candidature, de faible poids, est portée par Liliana Barrionuevo, représentante du péronisme dissident (partie du Parti justicialiste ne soutenant pas Kirchner). 
Les deux candidats, Brizuela et Corpacci, s'abstiennent soigneusement  d'évoquer les problèmes environnementaux liés aux mines à ciel ouvert de la région, la grande majorité appartenant à l'entreprise Alumbrera . Ce sujet, lié au faible taux d'emploi de ce secteur, qui contribue cependant largement au budget de la province, n'a été évoqué que par les partis minoritaires Proyecto Sur et le Parti ouvrier, et par leurs principaux représentants, le cinéaste Fernando Solanas et Jorge Altamira.
Lucía Corpacci remporte finalement l'élection, et sera investie en décembre 2011.

### Décès
Eduardo Brizuela del Moral meurt le 25 août 2021 d'une pneumonie alors qu'il était hospitalisé depuis plusieurs jours pour un accident vasculaire cérébral.